# 初代信国吉政
信国吉政(初代)（のぶくに　よしまさ (しょだい)｜1590年（天正18年）か - 1653年（承応2年）12月4日没、法名慶雪常快居士)は、刀工信国派十二代（筑前信国派初代信国吉貞）の長男で、父より来国行・正宗伝を、備前福岡一文字助宗に備前伝を受け信国別家となる。薙刀の名工と知られており、黒田家中で『平四郎の薙刀』と呼ばれて珍重された。初め、平助吉貞、平四郎、晩年は善雅と打つ。平四郎銘は出来頗る良し。二代と比べて現存数が極めて少ない。俗名助左衛門。

## 系譜
```
筑前信国派
初代
信国吉貞
－吉政(吉貞長男：平四郎)－吉政(二代：平四郎)－吉政（三代：平四郎）後に重宗と改名）－吉政(四代：平四郎)－重久(弥九郎)－光昌(又左衛門)－美直(又は義直)－義昌－義一－　義直（平助）
```

## 生涯
1602年（慶長7年）父吉貞に連れられ豊前から筑前へ移住
。
黒田長政の御前鍛刀を行い、1616年（元和2年）26歳で長政の命で備前へ行き、福岡一文字助宗伝を受け、一代で三伝を鍛刀する。嫡家を弟信国吉次（勘助）に譲り別家になったのは1625年（寛永2年） - 1634年（寛永11年）の間か。黒田藩工。

## 作品
- 刀　銘「筑前國住源信国平四郎吉政作」裏銘「寛永十六年(1639年)二月吉日」　刃長二尺四寸六分(注4[8] p.36-38、銘は信国の国字正字)

- 刀　銘「源信国平四郎吉政作」　刃長二尺三寸二分（伝来1641年（寛永18年）8月1日黒田忠之寄進)(注4)[8]

- 刀　銘「筑前住源信国善雅」　刃長二尺一寸三分　飯塚市個人蔵[8]

- 脇指　銘「信國吉政作」[9]

- 脇指　銘「筑前住信國源吉政」[9]

- 脇指　銘「源信国平四郎吉政作」　刃長一尺五寸三分半・京信国写し　北九州市個人蔵 [10]
- 刀　銘「筑前住源信国善雅」　刃長二尺二寸九分　            福岡市個人蔵